# Store katte
De store katte (Pantherinae) er en underfamilie inden for kattefamilien. Som navnet antyder omfatter denne gruppe nogle af de større kattedyr. Det er dog ikke størrelsen, der er afgørende for hvilke arter, der tilhører denne gruppe, men deres slægtskab, der viser sig ved DNA-undersøgelser og morfologiske detaljer som bygningen af tungebenet. Derfor hører nogle store kattedyr som puma og gepard ikke til gruppen af store katte.

## Slægter og arter
Følgende arter og slægter hører til de store katte, Pantherinae:
- Slægt Panthera
  - Løve, Panthera leo
  - Tiger, Panthera tigris
  - Leopard, Panthera pardus
  - Sneleopard, Panthera uncia
  - Jaguar, Panthera onca
- Slægt Neofelis
  - Træleopard, Neofelis nebulosa
  - Sunda-træleopard, Neofelis diardi

Den sorte panter er ikke en art i kattefamilien, men en sort farvevariant (melanisme) af leoparderne og jaguaren.

## Pelstegninger
Alle de store katte har pelstegninger. Leopard, jaguar, sneleopard, træleopard og sunda-træleopard har pletter, mens tigeren har striber. Hos løver findes som regel kun pletter hos de unge dyr, men pletterne kan undertiden forblive på de voksne løver.

## Brølen
De store katte adskiller sig fra deres mindre slægtninge på opbygningen af tungebenet. Oprindeligt blev dette forbundet med evnen til at brøle. Nyere undersøgelser viser dog, at evnen til at brøle hænger sammen med andre anatomiske træk, især udformningen af strubehovedet. Denne er hos løve, tiger, leopard og jaguar kendetegnet ved meget lange stemmelæber og ved et elastisk væv, hvilket gør disse arter i stand til at brøle. Sneleopard, træleopard og andre kattedyr besidder ikke disse træk og kan derfor ikke brøle.